# 騎士龍戰隊龍裝者 THE MOVIE 時空穿梭！恐龍大恐慌!!
《騎士龍戰隊龍裝者THE MOVIE時空穿梭！恐龍大恐慌!!》（日语：騎士竜戦隊リュウソウジャー THE MOVIE タイムスリップ！恐竜パニック!!），是日本特攝節目《騎士龍戰隊龍裝者》於2019年7月26日上映的劇場版作品。
此外日本當地同步上映《假面騎士ZI-O》劇場版《劇場版 假面騎士ZI-O Over Quartzer》。

## 概要
- 此作品為《騎士龍戰隊龍裝者》的第一部獨立劇場版，時間點位於本篇第18-19話之間[1]。
- 繼《劇場版 百獸戰隊牙吠連者 怒吼吧，火山》、《劇場版 爆龍戰隊暴連者 DELUXE 暴連者的暑假好冰喔!》和《劇場版 獸電戰隊強龍者 GABURINCHO OF MUSIC》後，第四次出現於遠古時代登場的戰力機體。
- 為《超級戰隊系列》於2010年代上映的最後一部劇場版作品。
- 曾飾演《海贼战队豪快者 VS 宇宙刑事卡邦 The Movie》中「宇宙警察總裁威巴爾/阿修拉達」及《假面騎士平成Generations Dr.Pac-Man對EX-AID&Ghost with 傳說騎士》中「財前美智彥/蓋諾姆斯崩源體」的演員佐野史郎亦於擔任本作反派「佤爾瑪 / 蓋索古」一角。
- 曾在《侍戰隊真劍者》中飾演「真劍黃/花織琴羽」的演員森田涼花亦於本作中客串演出。[2]

## 故事
時間流逝來到恐龍時代，6500萬年前因Minusaur的力量來到地球的尤諾，遇到了向等人。尤諾告訴向等人有真正的恐龍和龍裝族祖先的世界。
在那裡出現的巨大化Minusaur直接撞擊並摧毀了龍裝族部落。此外，巨大的隕石接近地球並撞上地球。
龍裝者將與與古代騎士龍一起保護地球的未來，並且找到“龍裝”誕生的秘密。

## 登場人物

### 騎士龍戰隊龍裝者
向 / 龍裝紅
為天生擁有戰士才能的龍裝族青年。擁有旺盛好奇心、無所畏懼且開朗的性格。戰鬥時毫不畏懼，勇猛善戰。
諦仁 / 龍裝藍
龍裝族的藍髮少年騎士，性格方面亦不願認輸，只要見過一次就不會忘記。同樣，面對輸過一次的對手，就不會再輸第二次。話雖如此，但對於初次見到的事很怯弱，有時還會在實戰中靜觀戰況。
明日奈 / 龍裝粉紅
於龍裝族中一個高貴的家庭出身，擁有能夠看穿事物本質的直感，卻不太會看發言的時機，有時還會有誤打誤撞的好運氣。
飛羽 / 龍裝綠
在速度方面不輸給任何人，但由於他是個溫柔的平和主義者，所以不太能百分百發揮自身的能力。仰慕著作為哥哥的萬羽，只要是哥哥的話都會聽進去。
萬羽 / 龍裝黑
作為戰士很有實力，因為他不太會表露出感情，所以就算是面對最重要的弟弟．飛羽也不怎麼親切。
金瀧
海之龍裝族後裔。為了族裔下代而一直進行著求偶活動以覓得良偶，但似乎都是失敗居多。性格跟萬羽比較近似。
龍井憂
龍井尚久之女，於網絡上擔任直播主，擁有屬於自己的「憂的探險頻道」。雖然很愛說冷笑話，但似乎受落者不多。
龍井尚久
專門研究騎士龍的古生物學者。

### 本作登場人物
結乃
6500萬年前的龍裝族。古代龍裝族族長佤爾瑪的女兒，為始祖負念魔的宿主，穿越了時空，來到現代遇到了向等人。
於本篇第38話再度登場。
佤爾瑪
6500萬年前龍裝族的族長，開發出了蓋索古，但也受到蓋索古的影響變得暴虐無道。

### 敵方
始祖負念魔（始祖マイナソー）
屬性：龍型魔物
分類：古代種
宿主：結乃
身高：5.7m ～ 46.8m
體重：861kg ～ 703.1t
分布：過去和現在
經驗值：-
狀態：-
機密：1.自龍裝族族長的女兒結乃的負面情緒而誕生。
2.擁有回到過去以及現在的穿越時空的能力。
3.最後被龍裝者打敗。
登場：THE MOVIE

## 戰力

### 搭檔恐龍（ ディノミーゴ，Dinomigo，音譯：迪諾米戈 ）
【基本資料】
| 機體高度 | 機體寬度 | 機體長度 | 機體重量 | 機體航速 | 機組力量輸出 |
| -------- | -------- | -------- | -------- | -------- | ------------ |
| 44.0m    | 32.6m    | 74.3m    | 2150t    | 250km/h  | 1075萬馬力   |

於劇場版登場，來自遠古時代的傳說騎士龍。

### 搭檔眼鏡蛇（ コブラーゴ，Koburago，音譯：寇布拉戈 ）
【基本資料】
| 機體高度 | 機體寬度 | 機體長度 | 機體重量 | 機體航速 | 機組力量輸出 |
| -------- | -------- | -------- | -------- | -------- | ------------ |
| 13.8m    | 8.5m     | 34.0m    | 100t     | 150km/h  | 50萬馬力     |

於劇場版登場，搭檔恐龍的戰鬥協力者，為來自遠古時代的眼鏡蛇型騎士龍。

### 騎士龍神（キシリュウジン，KishiRyuJin）
【基本資料】
| 機體高度                  | 機體寬度 | 機體厚度 | 機體重量 | 機體航速 | 機組力量輸出 |
| ------------------------- | -------- | -------- | -------- | -------- | ------------ |
| 50.0m （肩部以上：61.5m） | 48.0m    | 39.7m    | 2400t    | 300km/h  | 1200万馬力   |

由搭檔恐龍與搭檔眼鏡蛇2隻組合而成的龍裝合體，疾風魂搭載於頭部，遠古的騎士機器人，於劇場版初次登場。

## 演員
- 向 / 龍裝紅（聲） - 一之瀨颯
- 諦仁 / 龍裝藍（聲） - 綱啓永
- 明日奈 / 龍裝粉紅（聲） - 尾碕真花
- 飛羽 / 龍裝綠（聲） - 小原唯和
- 萬羽 / 龍裝黑（聲） - 岸田達也
- 金瀧 - 兵頭功海
- 龍井尚久 - 吹越滿
- 龍井憂 - 金城茉奈
- 結乃 - 北原里英
- 佤爾瑪 / 蓋索古（聲） - 佐野史郎
- 女性職員 - 森田涼花

### 配音演出
- 坦克喬 - 中田讓治
- 蓋奇里斯 - 稻田徹

## 製作人員
- 原作 - 八手三郎
- 劇本 - 山崗潤平
- 導演 - 上堀內佳壽也
- 音樂 - 吉川清之
- 動作導演 - 福澤博文
- 特攝導演 - 佛田洋（特攝研究所）
- 發行 - 東映
- 製作 - 劇場版「Giou・Ryusoulger」製作委員會（東映、tv asahi、東映動畫、東映影像、ADK、東映廣告、萬代）

## 音樂
- 「 ケボーン! リュウソウジャー Movie edition」
  - 作詞：KOCHO / 作曲：奥井康介 / 編曲：中塚武 / 演唱者：Sister MAYO

## 外部連結
- 官方网站